# Chinese Taipei Open 1985
Die Chinese Taipei Open 1985 im Badminton fanden vom 17. bis zum 20. Januar 1985 in Taipeh statt.

## Finalergebnisse
| Disziplin    | Sieger                           | Finalist                           | Ergebnis           |
| ------------ | -------------------------------- | ---------------------------------- | ------------------ |
| Herreneinzel | Lius Pongoh                      | Prakash Padukone                   | 5-15, 15-9, 15-10  |
| Dameneinzel  | Helen Troke                      | Kirsten Larsen                     | 11-5, 11-2         |
| Herrendoppel | Hariamanto Kartono Rudy Heryanto | Michael Kjeldsen Mark Christiansen | 18-17, 8-15, 18-17 |
| Damendoppel  | Gillian Clark Nora Perry         | Karen Beckman Gillian Gilks        | 10-15, 17–14, 15–0 |
| Mixed        | Martin Dew Gillian Gilks         | Billy Gilliland Gillian Gowers     | 15-8, 15-10        |